# Komikado-jinja
Le Komikado-jinja (小御門神社) est un sanctuaire shinto situé à Narita dans la préfecture de Chiba au Japon. Son principal festival se tient tous les 29 avril. Il a été fondé en 1882 et contient le kami de Kazan'in Morokata. C'est l'un des quinze sanctuaires de la restauration de Kenmu.